# Piubega

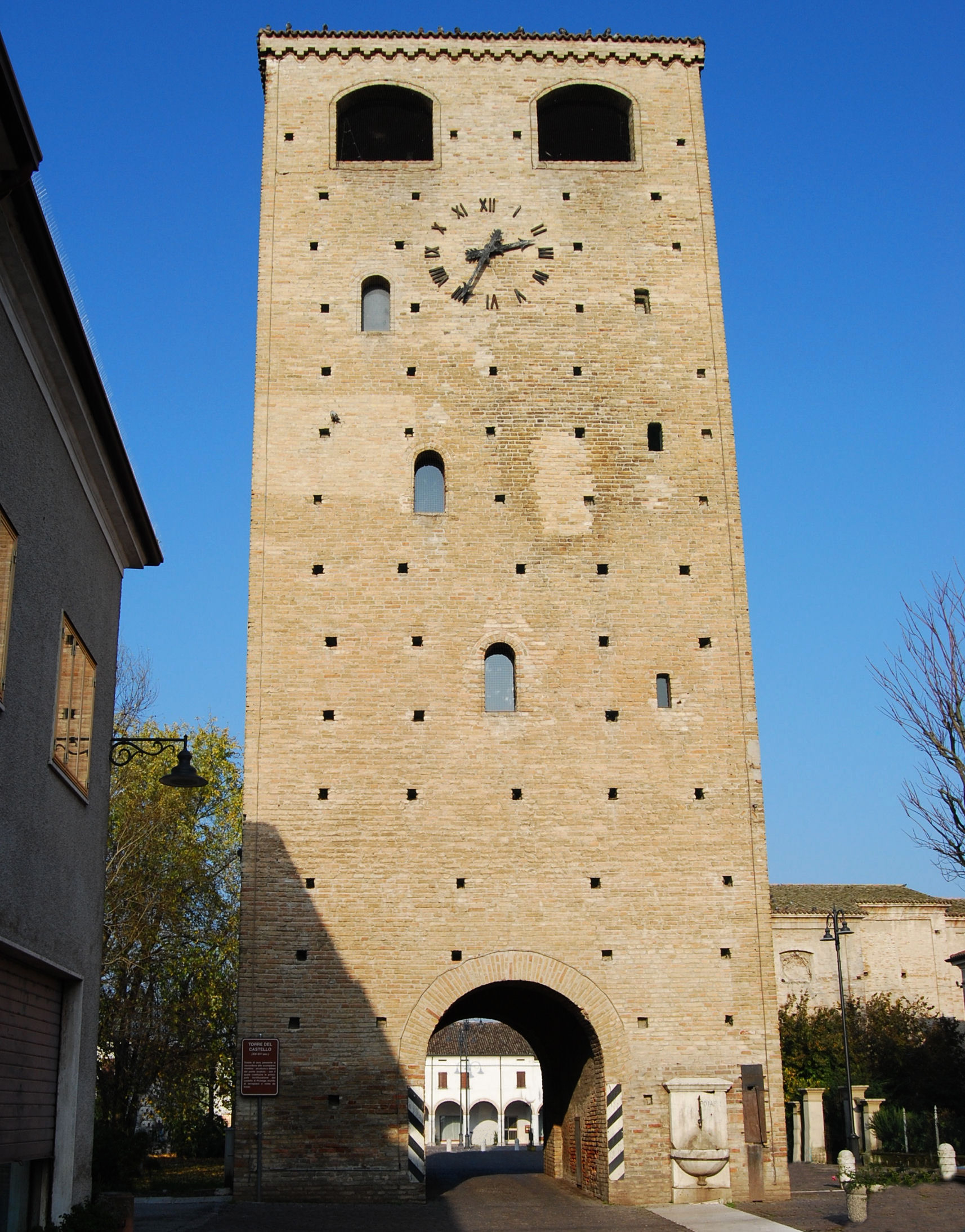
Torre del castello

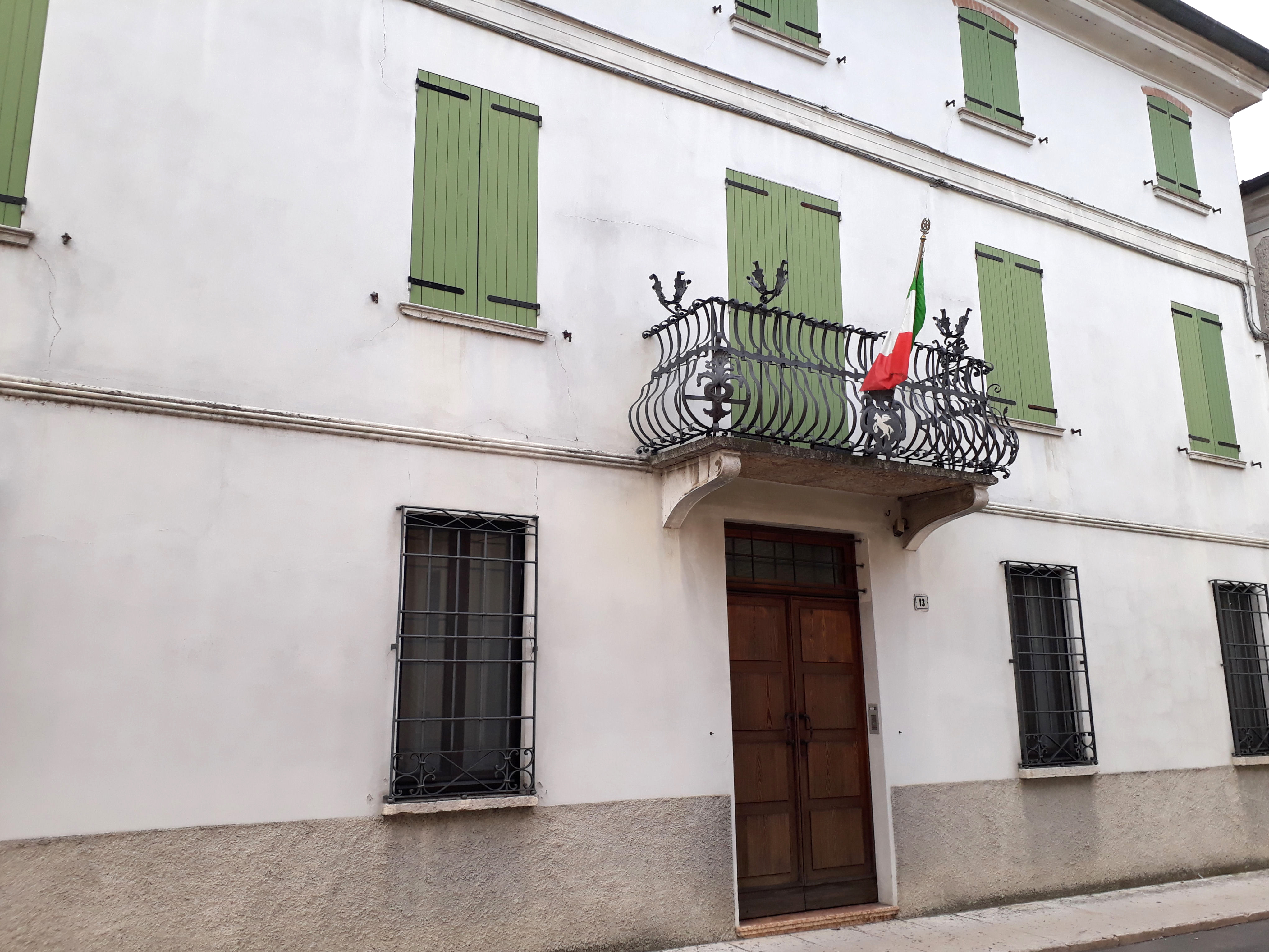
Palazzo Cavallara-Pavesi

Piùbega (Piübega in dialetto alto mantovano) è un comune italiano di 1 734 abitanti della provincia di Mantova in Lombardia.

## Origini del nome
Il nome di Piubega deriva forse da Publizio romano che qui pare avesse fondato il castello. E da Publica (cioè pubblica) un paese aperto a tutti e, per l'appunto, pubblico. Da lì il nome Piubega.

## Storia
Nel medioevo Piubega aveva una fortezza costituita da fango e terra sopraelevate con quattro torri di vedetta ai vertici.

## Società

### Evoluzione demografica
Abitanti censiti

## Monumenti e luoghi d'interesse
- Torre del castello e della campana
- Piazza Matteotti
- Parrocchia San Giacomo Maggiore
- Oratorio di Piubega San Luigi
- Palazzo Cavallara-Pavesi
- Monumento dei fanti

## Meteorologia
A Piubega è attiva una stazione meteo gestita in collaborazione con il Centro Meteorologico Lombardo.

## Infrastrutture e trasporti
Piubega è attraversata dalle strade provinciali 1 e 7.
Il servizio di collegamento con Mantova è costituito da autocorse svolte dall'APAM; in passato, fra il 1886 e il 1933, era attiva una stazione lungo la tranvia Mantova-Asola.

## Amministrazione
Il sindaco è Maria Cristina Zinetti.